# Peter Larsson (fotbollsspelare)
Peter Nils-Gösta "Stulle" Larsson, född 8 mars 1961 i Nässjö, är en svensk före detta fotbollsspelare. 

## Karriär
Peter Larsson började sin idrottskarriär i IF Hallby i Jönköping. Som 20-åring gick han till Halmstads BK och debuterade i allsvenskan i april 1982 mot Kalmar FF.  Två år senare värvades han av IFK Göteborg och i slutet på hans första säsong, 1984, gjorde han två mål i SM-finalerna, som IFK Göteborg vann mot IFK Norrköping. 1986 var IFK Göteborg en straffspark från final i Europacupen. 3-0 hemma mot FC Barcelona blev 0-3 i Barcelona. I straffsparksläggningen på Camp Nou sköt Larsson säkert sin straff i mål men Barcelona gick ändå vidare till final.
Nästa år, 1987, blev Peter Larssons mest framgångsrika år. Då vann IFK Göteborg SM-guld och UEFA-cupguld (efter finalseger mot Dundee United). Han tilldelades Guldbollen, och blev uttagen i ett världslag som firade den engelska ligans 100-årsjubileum. Matchen spelades på Wembley den 8 augusti 1987 tillsammans med spelare som Glenn Hysén, Michel Platini, Diego Maradona och Gary Lineker. Larsson blev proffs i den holländska storklubben AFC Ajax och debuterade i Eredivisie 20 december 1987 mot AZ Alkmaar. 11 maj 1988 spelade Larsson i cupvinnarcupfinalen mot KV Mechelen men Ajax förlorade.
Larsson hade Johan Cruijff som tränare i Ajax. Cruijff lämnade för FC Barcelona sommaren 1988 och ville ha Larsson med sig, men denne stannade i Ajax och där vann han ett holländskt mästerskap 1990.
Efter fyra år i Ajax valde Larsson att gå till AIK. Där var han med och tog SM-guld 1992. Efter säsongen 1993 valde han att avsluta sin aktiva fotbollskarriär.
Larsson hade slutat helt med elitfotbollen, även om han så småningom fortsatte spela och träna i lägre divisioner runtomkring Falun. Han återkom till AIK 2001 och blev assisterande tränare till Olle Nordin. När Nordin våren 2002 blev sjukskriven så tog Larsson över som huvudtränare under en kort period.
Peter Larsson lämnade fotbollen, och började att ägna sig åt golf. Förutom att spela själv var han ungdomsledare i Aspeboda Golfklubb.

## Landslagskarriär
Peter Larsson debuterade i det svenska landslaget som Halmstad-spelare den 16 november 1983 mot Trinidad och Tobago. Det skulle dröja till 1986 när Olle Nordin blev förbundskapten som Larsson etablerade sig i startelvan tillsammans med Glenn Hysén som mittbackspartner. I EM-kvalmatcherna mot Italien 1987 blev Larsson målskytt i båda mötena. Det blev 47 A-landskamper för Sverige och han deltog i VM 1990, där han spelade från start i Sveriges tre matcher. Larsson gjorde sin sista A-landskamp mot Australien 29 januari 1992.

## Meriter
- 3 SM-guld (två med IFK Göteborg, ett med AIK)
- 1 UEFA-cupguld (med IFK Göteborg)
- Guldbollenvinnare: 1987
- 1 Ligaguld i Nederländerna 1990 (med Ajax)